# Geheimcode Marabu
Geheimcode Marabu ist ein polnischer Zeichentrickfilm aus dem Jahr 1979, der auf einer von 1976 bis 1979 realisierten Trickfilmserie desselben Studios basiert. Alle Figuren tauchten schon in dem 1975 erschienenen Kinderbuch Bromba i inni auf. Die Erstaufführung der von der DEFA synchronisierten Fassung des Progress Film-Verleihs fand am 4. März 1983 in Kinos der DDR statt. Am 30. Juni 1984 lief er erstmals im 1. Programm des DDR-Fernsehens.

## Handlung
Das Chamäleon Super hat die Fähigkeit, sich in alle möglichen Tiere und Gegenstände zu verwandeln, womit es Unruhe unter den anderen Tieren stiftet. Nach dem Verschwinden eines ihrer Kameraden vermuten diese, dass er von dem Wunderchamäleon entführt wurde. Zwei Detektive, die Maus Kajetan Chrumps und der Kater Kot Makawity (benannt nach einer Figur aus T. S. Eliots Old Possums Katzenbuch), machen sich auf die Suche nach dem Missetäter und erleben dabei viele unglaubliche Abenteuer. Als sie das Chamäleon finden und sein Geheimnis kennenlernen, kann es dadurch überführt werden, dass es nur die Gestalt, nicht aber den Charakter anderer annehmen kann.